# Benedict Groeschel
o. Benedict Joseph Groeschel, CFR (ur. 23 lipca 1933 w Jersey City, w stanie New Jersey, zm. 3 października 2014) – kapłan kościoła rzymskokatolickiego, rekolekcjonista, psycholog, działacz i gospodarz telewizyjnego programu dyskusyjnego Sunday Night Prime with Father Benedict Groeschel, który jest nadawany w katolickiej stacji telewizyjnej EWTN. Dyrektor Biura Rozwoju Duchowego w katolickiej archidiecezji Nowego Jorku. Wicedyrektor domu rekolekcyjnego Trinity Retreat i dyrektor domu St. Francis House. Profesor psychologii pastoralnej w Seminarium im. św. Józefa w Nowym Jorku i adiunkt w Instytucie Nauk Psychologicznych w Arlington, w stanie Virginia. Jeden z założycieli Wspólnoty Franciszkańskich Braci Odnowy.

## Życiorys
Urodził się jako Robert Peter Groeschel w Jersey City, w stanie New Jersey. W 1951 roku wstąpił do prowincji Detroit Braci Mniejszych Kapucynów. W następnym roku został dopuszczony do ślubów tymczasowych i otrzymał imię Benedict Joseph (od św. Benedykta Józefa Labre). W 1954 roku złożył śluby wieczyste, a w 1959 roku został wyświęcony na kapłana. W 1964 roku otrzymał tytuł magistra w zakresie poradnictwa w Iona College, a w 1971 roku doktorat z psychologii (Ed.D.) na Uniwersytecie Columbia.
W 1960 roku Groeschel został kapelanem „Children’s Village” w Dobbs Ferry w stanie Nowy Jork. Jest to placówka zajmująca się dziećmi upośledzonymi emocjonalnie. W 1965 r. dołączył do zespołu Seminarium św. Józefa i prowadził zajęcia na Uniwersytecie Fordham, w Iona College oraz w Seminarium Maryknoll. W 1967 r. założył St. Francis House w dzielnicy Brooklyn w Nowym Jorku. Dom jest bezpieczną przystanią dla młodych ludzi, chcących na nowo rozpocząć swoje życie. Osiągnięcia w dziedzinie poradnictwa, umiejętność nauczania i sposób, w jaki traktował swoich podopiecznych, przyciągnęły uwagę Terence’a Cooke’a, arcybiskupa Nowego Jorku. W 1974 roku, na wniosek kardynała Cooke’a, Groeschel założył dom rekolekcyjny Trinity Retreat w Larchmont w stanie Nowy Jork. Odbywają się tam kierownictwo duchowe i rekolekcje dla duchowieństwa. W 1984 roku kardynał arcybiskup Nowego Jorku John Joseph O’Connor mianował Groeschela na stanowisko promotora procesu kanonizacyjnego Sługi Bożego Terence’a Cooke’a.
W 1985 roku, wspólnie z Christopherem Bellem, założył Good Counsel Homes dla bezdomnych kobiet w ciąży i dzieci. W 1987 roku Groeschel wraz z siedmioma współbraćmi kapucynami opuścił swój zakon, aby zainicjować Wspólnotę Franciszkańskich Braci Odnowy z misją głoszenia reformy i służby ubogim. Począwszy od 2000 roku uczęszczał na roczny intensywny kurs w Instytucie Nauk Psychologicznych skupiający się na tym, jak praktycznie pomagać osobom doświadczającym traumy, dużego stresu i smutku, zarazem integrując wartości religijne z poradnictwem i psychoterapią.
Groeschel jest przewodniczącym St. Francis House i Good Counsel Homes. Należy do kadry Uniwersytetu Ave Maria w Naples na Florydzie i jest członkiem Amerykańskiego Towarzystwa Psychologicznego. Inne dzieła miłosierdzia, w które jest zaangażowany Groeschel, to Schronisko Ojca Pio, Dom św. Antoniego, Centrum Młodzieży im. św. Franciszka i Centrum Medyczne im. św. Benedykta Józefa w Hondurasie.
11 stycznia 2004 roku podczas przekraczania ulicy w Orlando na Florydzie Groeschel był potrącony przez samochód. Doznał urazu głowy i złamań kości. Ponad cztery godziny nie miał ciśnienia krwi, a przez około 20 minut nie było ani bicia serca, ani tętna. Kilka dni później uraz omal nie spowodował ataku serca.
W okresie rekonwalescencji po odniesionych obrażeniach współpracował z Johnem Bishopem przy pisaniu książki There Are No Accidents: In All Things Trust in God Nadał swój pierwszy program na żywo w telewizji EWTN 24 października 2004 roku. Mimo ograniczeń w korzystaniu z prawej ręki i trudności w chodzeniu, pod koniec 2004 roku powrócił do głoszenia kazań i rekolekcji oraz kontynuował utrzymywanie pełnego harmonogramu. Cztery lata po wypadku powiedział w New York Times: Powiedzieli, że nie będę żył. Ja żyłem. Powiedzieli, że nie będę więcej myślał. Ja myślę. Powiedzieli, że nie będę więcej chodzić. Ja chodziłem. Powiedzieli, że nie będę więcej tańczył, ale ja i tak nigdy nie tańczyłem.

## Działalność
Groeschel jest autorem ponad 30 książek i nagrał ponad 100 cyklów audio i wideo. Comiesięcznie publikuje artykuły w kilku czasopismach katolickich i co tydzień umieszcza medytacje na stronie internetowej Oratory of Divine Love. Do jego najnowszych książek należą: The Tears of God (2008), Questions and Answers About Your Journey to God (2007), The Virtue Driven Life (2006), Why Do We Believe? (2005) i There Are No Accidents: In All Things Trust in God (2004). Jego cotygodniowy program telewizyjny Sunday Night Live with Benedict Groeschel oferuje różnego rodzaju wywiady odpowiadające na pytania widzów, a także dyskusje na tematy dotyczące spraw duchowych i społecznych, odnoszących się do wiary katolickiej.
Groeschel jest także prężnym działaczem katolickim, początkowo w ruchu praw obywatelskich. Publicznie krytykuje to, co postrzega w kulturze popularnej i w mediach jako obraźliwe w stosunku do obrazu Kościoła. We wrześniu 1998 roku prowadził protesty przed teatrem Off-Broadway w Nowym Jorku przeciwko wystawianiu sztuki Terrence’a McNally pt. Corpus Christi. W swojej książce z 2002 roku pt. From Scandal to Hope oskarżył The Boston Globe, The New York Times i The San Francisco Chronicle o ujawnianie antykatolickich uprzedzeń w odniesieniu do skandalu nadużyć seksualnych, które skłócają Kościół. W historii dziennikarstwa rzadko widywałem tak ostre ataki na jakąkolwiek instytucję, którą w prasie powinno się traktować sprawiedliwie, pisał.
W kwietniu 2005 roku ponownie zakwestionował antykatolickie nastroje w mediach amerykańskich, które przekazywały zniekształcony obraz Josepha Ratzingera, który został papieżem Benedyktem XVI. Groeschel zauważył, że osoba nowego papieża była "bardzo źle wykorzystana przez amerykańskie media", dodając, że biografia papieża z czasów II wojny światowej była negatywnie zniekształcona i że opublikowano błędne raporty dotyczące jego osobowości.
W sierpniu 2012 roku w wywiadzie dla religijnej rozgłośni radiowej EWTN stwierdził, że księża dopuszczający się pedofilii po raz pierwszy nie powinni iść do więzienia. Uznał także, że winę za akty pedofilskie ponoszą dzieci, które często prowokują księży. Wywołało to natychmiastowe przeprosiny ze strony zakonu franciszkańskiego. Zawierają one cytat z wypowiedzi B. Groeschela, który dystansuje się od swoich stwierdzeń i wyraża przeprosiny.

## Książki
- The Reform of Renewal, Ignatius Press, 1990. ISBN 978-0-89870-286-6
- Still Small Voice: A Practical Guide on Reported Revelations, Ignatius Press, 1993. ISBN 978-0-89870-436-5
- Arise From Darkness: What to Do When Life Doesn't Make Sense, Ignatius Press, 1995. ISBN 978-0-89870-525-6; polski przekład: Wyjść z mroku. Co robić gdy życie straciło sens?, eSPe, 2006, ISBN 83-7482-053-5[24]
- Rosary: The Chain of Hope, Ignatius Press, 2003. ISBN 978-0-89870-983-4
- Praying To Our Lord Jesus Christ: Prayers and Meditations Through the Centuries, Ignatius Press, 2004. ISBN 978-1-58617-041-7
- A Drama of Reform, Ignatius Press, 2005. ISBN 978-1-58617-114-8
- I am with You Always, Ignatius Press, 2010. ISBN 978-1-58617-257-2